# Prix Dominique de la mise en scène
Le Prix Dominique de la mise en scène, créé en 1953 par Léon Aronson, récompense chaque année un spectacle de théâtre.

## Quelques lauréats
- 1955 - André Barsacq pour Les Oiseaux de Lune, de Marcel Aymé
- 1958 - Michel Vitold pour Douze Hommes en colère, adaptation d'André Obey
- 1960 - André Villiers pour Le Zéro et l'infini, d'Arthur Koestler
- 1973 - Pierre Mondy pour Vol au-dessus d'un nid de coucou.
- 1976 - Jorge Lavelli pour Le roi se meurt, d'Eugène Ionesco.
- 1980 - Jacques Seiler pour Exercices de style, d'après Raymond Queneau.
- 1981 - Laurent Terzieff pour Le Pic du bossu, de Sławomir Mrożek
- 1983 - Jérôme Savary pour Cyrano de Bergrac d'Edmond Rostand
- 1984 - Bernard Murat pour Tailleur pour dames, de Georges Feydeau.
- 1985 - Bernard Murat pour Deux sur la balançoire, adapté par Jean-Loup Dabadie.
- 1986 - Jean-Luc Boutté pour Le Bourgeois gentilhomme de Molière.
- 1988 - Michel Fagadau pour Joe Egg.
- 1988 - Robert Hossein pour La Liberté ou la Mort et l'ensemble de son œuvre[1].
- 1989 - Luc Bondy pour Le Chemin solitaire d'Arthur Schnitzler.
- 1992 - Patrice Chéreau pour Le Temps et la chambre, de Botho Strauss.
- 1993 - André Engel pour Légendes de la forêt viennoise d'Odön von Horvath